# Кохтла-Ярве – Таллінн
Кохтла-Ярве – Таллінн – трубопровід, споруджений для постачання природного газу до столиці Естонії. 
Ще з 1865 року Таллінн використовував світильний газ, отриманий шляхом газифікації вугілля. Після Другої Світової війни його вирішили замінити іншим газоподібним штучним паливом, отриманим внаслідок переробки місцевої сировини – горючих сланців. Для цього від Кохтла-Ярве, де з кінця 1940-х років року працював відповідний комбінат, до столичного району проклали лінію довжиною 98 км та діаметром 200 мм. Через десять років, у 1963-му, по цьому маршруту протягнули ще одну нитку, діаметр якої становив 500 мм, а довжина 149 км. Обидві нитки розраховані на робочий тиск у 3,8 МПа. 
З 1969 року до газопроводу почав надходити природний газ, отриманий за маршрутом Ленінград – Кохтла-Ярве. А у 1979-му до траси в районі Раквере з південного сходу дотягнули лінію діаметром 500 мм від Ізборська через Тарту, яка почала подачу блакитного палива із системи Валдай – Рига. Певний час відбувалось змішування природного та штучного газу, допоки у 1980-х роках виробництво останнього не припинилось.
Станом на середину 2010-х поставки російського газу до Естонії у міжопалювальний період здійснюються за маршрутом Ізборськ – Раквере і далі по газопроводу Кохтла-Ярве – Таллінн, тоді як взимку до них приєднуються об’єми, протранспортовані через газопровід Віреші – Таллінн із Інчукалнського підземного сховища газу.